# Bukowiec, Hạt Iława
Bukowiec [buˈkɔvjɛt͡s] (Bukowitz của Đức) là một khu định cư ở khu hành chính của Gmina Zalewo, thuộc hạt Iława, Warmian-Masurian Voivodeship, ở miền bắc Ba Lan. Nó nằm khoảng 10 kilômét (6 mi) phía nam Zalewo, 19 km (12 mi) phía bắc Iława và 61 km (38 mi) về phía tây của thủ đô khu vực Olsztyn.